# Intelligent Music Project
Intelligent Music Project er et bulgarsk supergruppe som har repræsenteret Bulgarien i Eurovision Song Contest 2022 i Torino, med sangen "Intention" og kom på en 16. plads i semifinale 1 og de kvalificerede sig ikke til finalen.